# Pteronotropis
Pteronotropis es un género de peces de la familia Cyprinidae y de la orden de los Cypriniformes. Es endémico de los Estados Unidos. 

## Especies
- Pteronotropis euryzonus (Suttkus, 1955)
- Pteronotropis grandipinnis (D. S. Jordan, 1877)
- Pteronotropis hubbsi (R. M. Bailey & H. W. Robison, 1978)
- Pteronotropis hypselopterus (Günther, 1868)
- Pteronotropis merlini (Suttkus & Mettee, 2001)
- Pteronotropis metallicus (D. S. Jordan & Meek, 1884)
- Pteronotropis signipinnis (R. M. Bailey & Suttkus, 1952)
- Pteronotropis stonei (Fowler, 1921)
- Pteronotropis welaka (Evermann & Kendall, 1898)

- Datos: Q6424971
- Multimedia: Pteronotropis / Q6424971